# Universidade de Atlanta

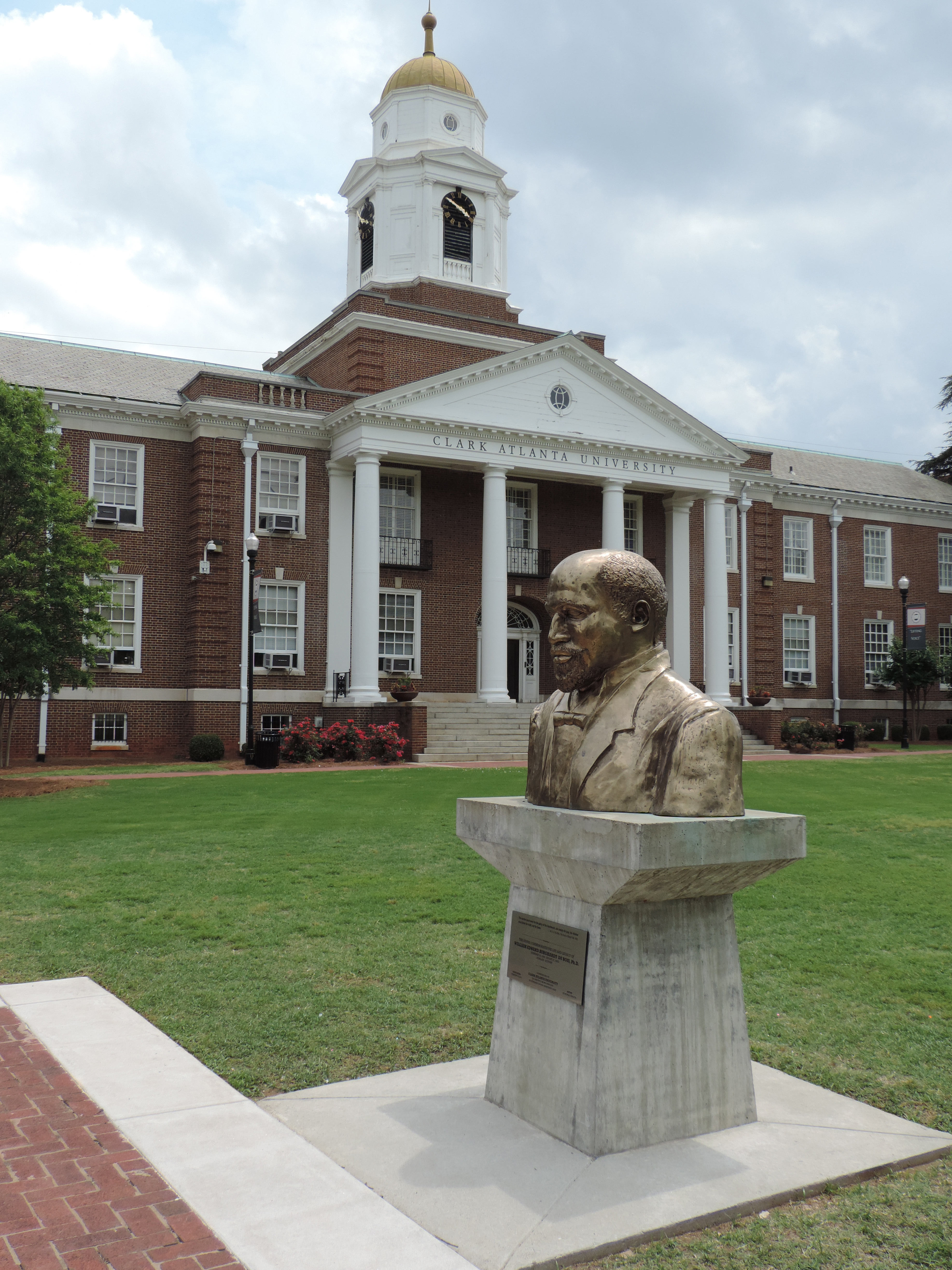
Estátua de W. E. B. Du Bois em frente a Clark Atlanta University.

A Universidade de Atlanta Clark é uma universidade privada, historicamente frequentada por negros, localizada na cidade de Atlanta, no estado norte-americano da Geórgia. Foi fundada em 1865 e, em 1988, se juntou à Faculdade de Clark, fundada em 1869. A Universidade de Atlanta é membro do Fundo Escolar Unido dos Negros (United Negro College Fund – UNCF), uma organização filantrópica fundada em 1944 que angaria fundos para oferecer bolsas de estudo universitárias para alunos negros em 39 universidades privadas historicamente frequentadas por negros.

## História
A Universidade de Atlanta foi fundada em 1865 pela Associação Missionária Americana (American Missionary Association – AMA), um grupo abolicionista formado por protestantes de Albany, Nova York. Mais tarde, recebeu auxílio da Secretaria do Homem Livre (Freedmen's Bureau), agência do governo dos Estados Unidos criada para auxiliar os escravos libertados após o final da Guerra de Secessão. É a universidade mais antiga dos Estados Unidos formada por um corpo discente predominantemente afro-americano. Até o final da década de 1870, a Universidade de Atlanta já estava oferecendo bacharelados e seus egressos já haviam se tornado professores e bibliotecários em várias escolas públicas do sul dos Estados Unidos. Em 1929–30, começou a oferecer cursos de graduação em várias áreas de humanidades (liberal arts), além das ciências sociais e naturais. Com o tempo, adicionou em sua lista de cursos o serviço social (em 1947), a pedagogia (em 1944), a ciência bibliotecária (em 1941) e a administração (em 1946).
Nesta mesma época, a Universidade de Atlanta se afiliou às Faculdades Morehouse e Spelman para formar um centro educacional conhecido como Centro Universitário de Atlanta (Atlanta University Center). O campus da universidade mudou para a sua localização atual e a atual organização do centro universitário emergiu, com a Faculdade de Clark, a Faculdade Morris Brown e o Centro Teológico Interdenominacional se afiliando mais tarde.